# Lijst van grote Maleisische steden
Dit is een lijst van grote steden in Maleisië. Vergelijkbaar met het bestuursniveau van onze gemeenten, zijn er in Maleisië - onder de grote gemeenten - drie soorten lokale autoriteit: stadhuis (city hall;  dewan bandaraya),  gemeenteraad (municipal council; majlis perbandaran) of  stadsraad (city council; majlis bandaraya). Elke soort heeft haar eigen bevoegdheden en status.

## Steden met meer dan 1.500.000 inwoners
- Kuala Lumpur, dewan bandaraya

## Steden met tussen de 500.000 en 1.500.000 inwoners
- Ipoh, majlis bandaraya
- Johor Bahru Tengah, majlis perbandaran
- Kajang, majlis perbandaran
- Klang, majlis perbandaran
- Petaling Jaya, majlis bandaraya
- Pulau Pinang, majlis perbandaran
- Seberang Perai, majlis perbandaran
- Selayang, majlis perbandaran
- Shah Alam, majlis bandaraya
- Subang Jaya, majlis perbandaran

## Steden met tussen de 400.000 en 500.000 inwoners
- Alor Setar, majlis bandaraya
- Ampang Jaya, majlis perbandaran
- Johor Bahru, majlis bandaraya
- Kota Kinabalu, dewan bandaraya
- Kuantan, majlis perbandaran
- Melaka Bandaraya Bersejarah, majlis bandaraya
- Sungai Petani, majlis perbandaran